# Castlebar Mitchels
Le Castlebar Mitchels GFC (en irlandais:CLG Caisleán an Bharraigh) est un club sportif de l’association athlétique gaélique (GAA) situé dans la ville de Castlebar dans le comté de Mayo en Irlande. Le club a été fondé en 1885. 
Le club est ainsi nommé en l'honneur du nationaliste irlandais, John Mitchel (1815 –1875).

## Histoire
Le club de Castlebar Mitchels fut fondé le 11 décembre 1885. Les couleurs d'origines du maillot étaient le jaune et le vert. L'équipe des premières années est composée de joueurs venant d'horizons divers (employés, gardiens de prisons, soldats britanniques, médecins), les effectifs varient de 16 à 22 joueurs durant cette période, et l'équipe dispute la plupart de ses rencontres au Pidgeon Park. 
Les Mitchels décrochent leur premier titre de champion du comté de Mayo en 1888, puis le sont à nouveau en 1903 mais devront ensuite patienter jusqu'en 1930 pour remporter un nouveau titre. Cette même année, sept joueurs de l'équipe font partie de l'effectif de la première équipe minor de Mayo à disputer une finale de All-Ireland de cette catégorie d'âge, et ils seront quatre à faire partie de cette même équipe minor de Mayo qui s'impose cette fois en 1935.
Les Castlebar Mitchels prennent leur nouveau quartier dans le McHale Park, inauguré le 24 mai 1931 en présence, entre autres, du président du club, Dan Corcoran.
En 1933, Jimmy Deffely devient le premier joueur du club a remporter un titre sous les couleurs de Mayo lorsque l'équipe junior du comté remporte le All-Ireland.
Les années 1950 marquent une période faste pour l'équipe qui remporte 5 titres consécutifs dans le Mayo entre 1950 et 1954. Durant cette décennie, le club fournit quatre joueurs majeurs à l'équipe du comté de Mayo qui remporte deux All-Ireland consécutifs en 1950 et 1951, Tommy Byrne, Eamon Mongey, Mick Flanagan et Peter Solan.
En 1960, les Mitchels deviennent le premier club irlandais de Football gaélique à effectuer une tournée sur le sol américain. Cette même année voit la re-fondation de sections de hurling, camogie et handball du club.
Si les Catslebar Mitchels sont le deuxième club le plus titré du comté avec 28 titres (derrière les Ballina Stephenites qui en comptent 36), ils n'ont remporté qu'un seul titre de champion provincial ; en 1993, ils s'imposent face à Clan na nGael du comté de Roscommon en match à rejouer (1-06/0-09) puis (1-07/0-09).
Le club dispute cette saison son unique finale de All-Ireland de clubs et la perd face au club de Cork, les Nemo Rangers (0-08/3-11).
Le 27 octobre 2013, les Mitchels remportent leur 28e titre de champion du Mayo, le premier depuis 20 ans, en s'imposant face à Breaffy en finale (1-11/0-08).

## Palmarès
- Connacht Senior Club Football Championships : 1
  - 1993
- Mayo Senior Football Championships : 28
  - 1888, 1903, 1930, 1931, 1932, 1934, 1941, 1942, 1944, 1945, 1946, 1948, 1950, 1951, 1952, 1953, 1954, 1956, 1959, 1962, 1963, 1969, 1970, 1978, 1986, 1988, 1993, 2013

### Effectif 2013 des Castlebar Mitchels
| N°  | Nom                        | Poste                   | Date de naissance |
| 1   | Ciaran Naughton            | Gardien de but          |                   |
| 2   | Alan Feeney                | Arrière droit           |                   |
| 3   | Eoghan O'Reilly            | Arrière central         |                   |
| 4   | Richie Feeney              | Arrière gauche          |                   |
| 5   | Donal Newcombe (capitaine) | Demi-défensif droit     |                   |
| 6   | Tom Cunniffe               | Demi-défensif central   |                   |
| 7   | Paul Durcan                | Demi-défensif gauche    |                   |
| 8   | Danny Kirby                | Milieu                  |                   |
| 9   | Barry Moran                | Milieu                  |                   |
| 10  | Neil Lydon                 | milieu offensif droit   |                   |
| 11  | Aidan Walsh                | Milieu offensif central |                   |
| 12  | Ger McDonagh               | Milieu offensif gauche  |                   |
| 13  | James Durcan               | Ailier droit            |                   |
| 14  | Neil Douglas               | Avant-centre            |                   |
| 15  | Tom King                   | Ailier gauche           |                   |
| rem | Shane Hopkins              |                         |                   |
| rem | David Joyce                |                         |                   |
| rem | Ferghal Durkan             |                         |                   |
| rem | Kevin Filan                |                         |                   |

- composition de l'équipe lors de la finale du championnat de Mayo, le 27 octobre 2013.

### Staff technique
- Pat Holmes (Bainisteoir) Manager-entraineur